# Deutschordenskommende Mülheim
Die Deutschordenskommende Mülheim in Sichtigvor (heute Stadt Warstein) wurde zwischen 1266 und 1268 gegründet. Sie bestand bis zur Säkularisation im Jahr 1809 und fiel zunächst an Hessen-Darmstadt und 1816 an den preußischen Staat. Später wurden die Gebäude von verschiedenen Orden zu unterschiedlichen Zwecken genutzt.

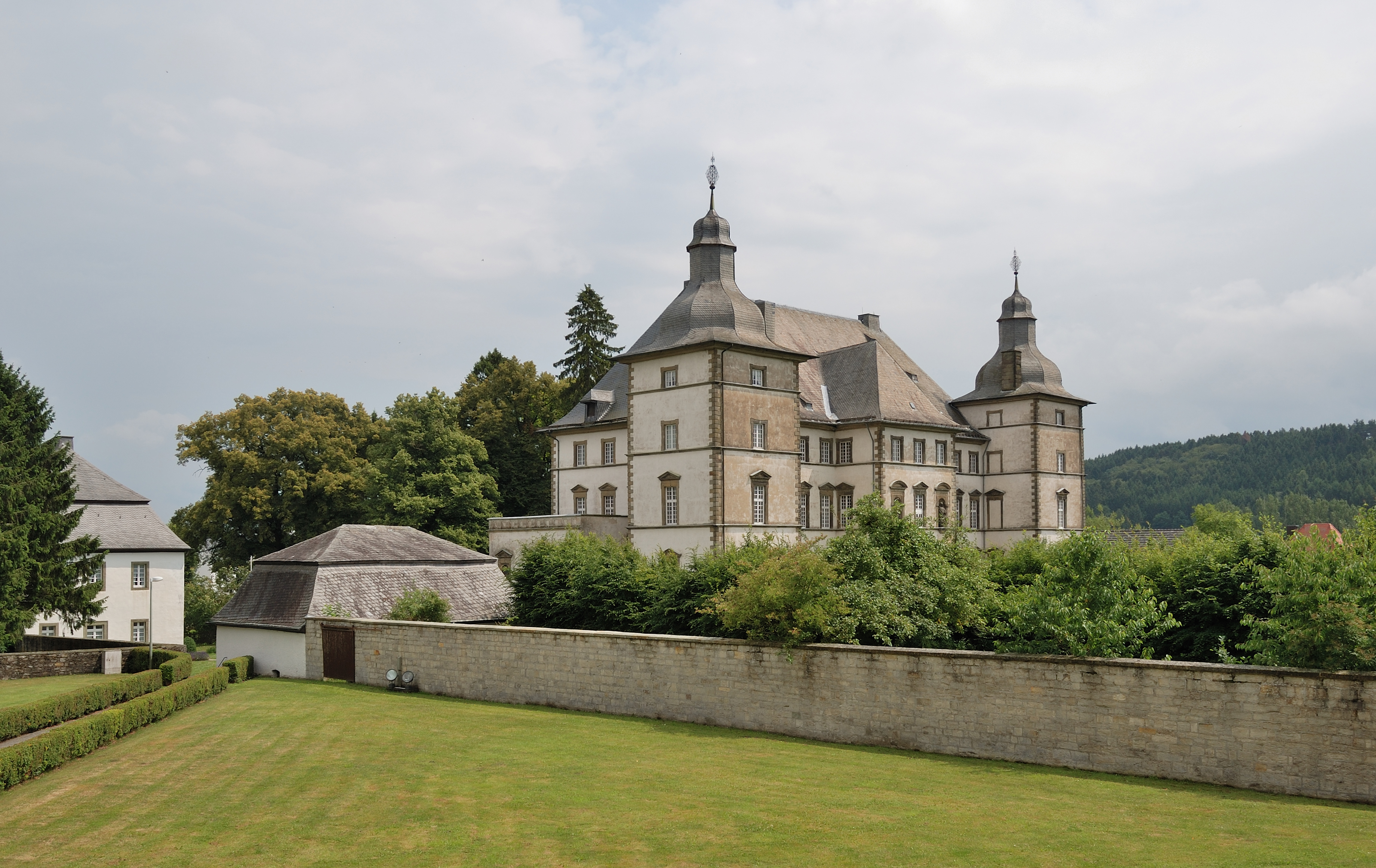
Deutschordensschloss in Mülheim im Jahre 2009

## Geschichte

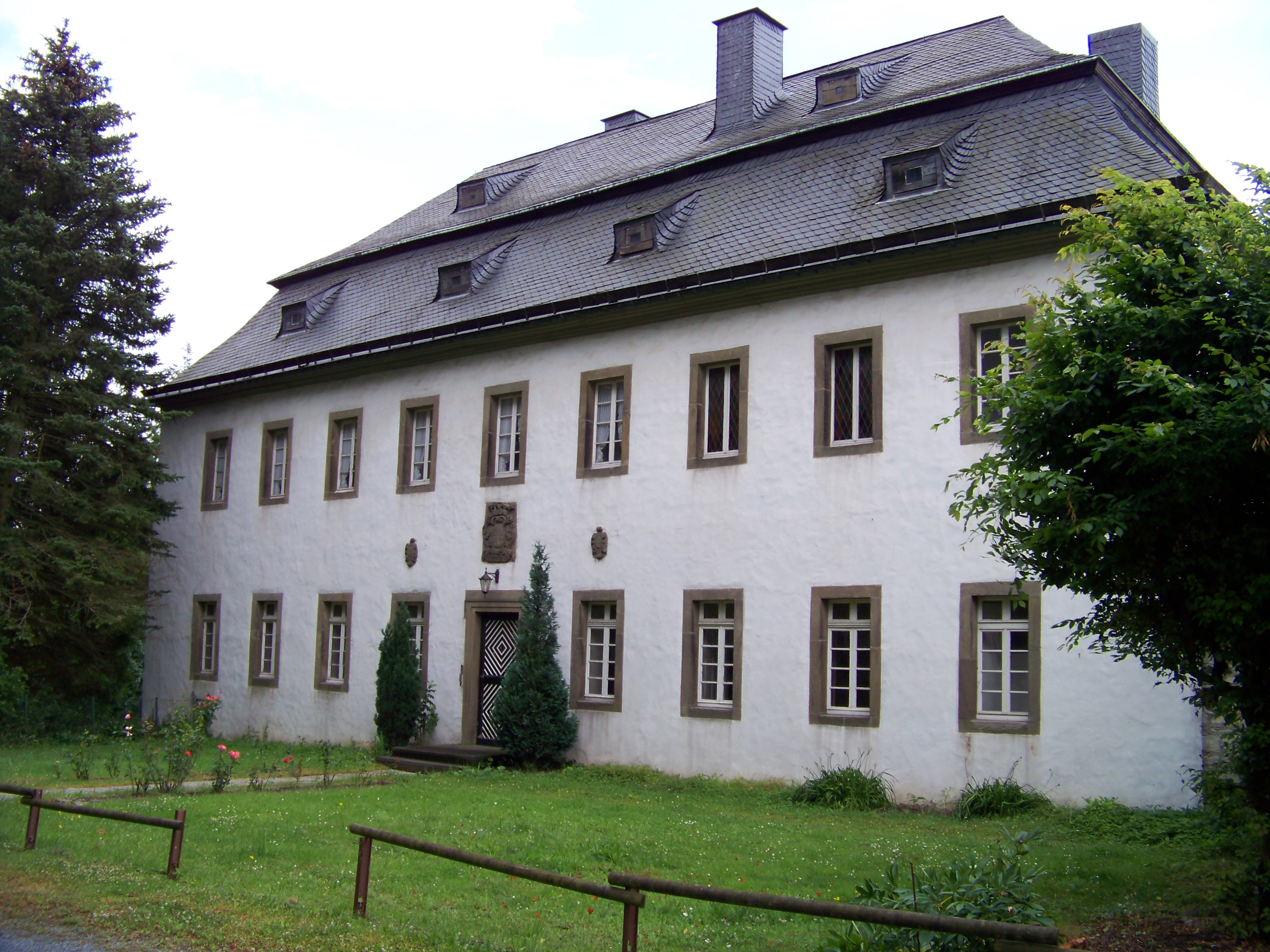
Renteigebäude des Ordensschlosses errichtet von Michael Spanner

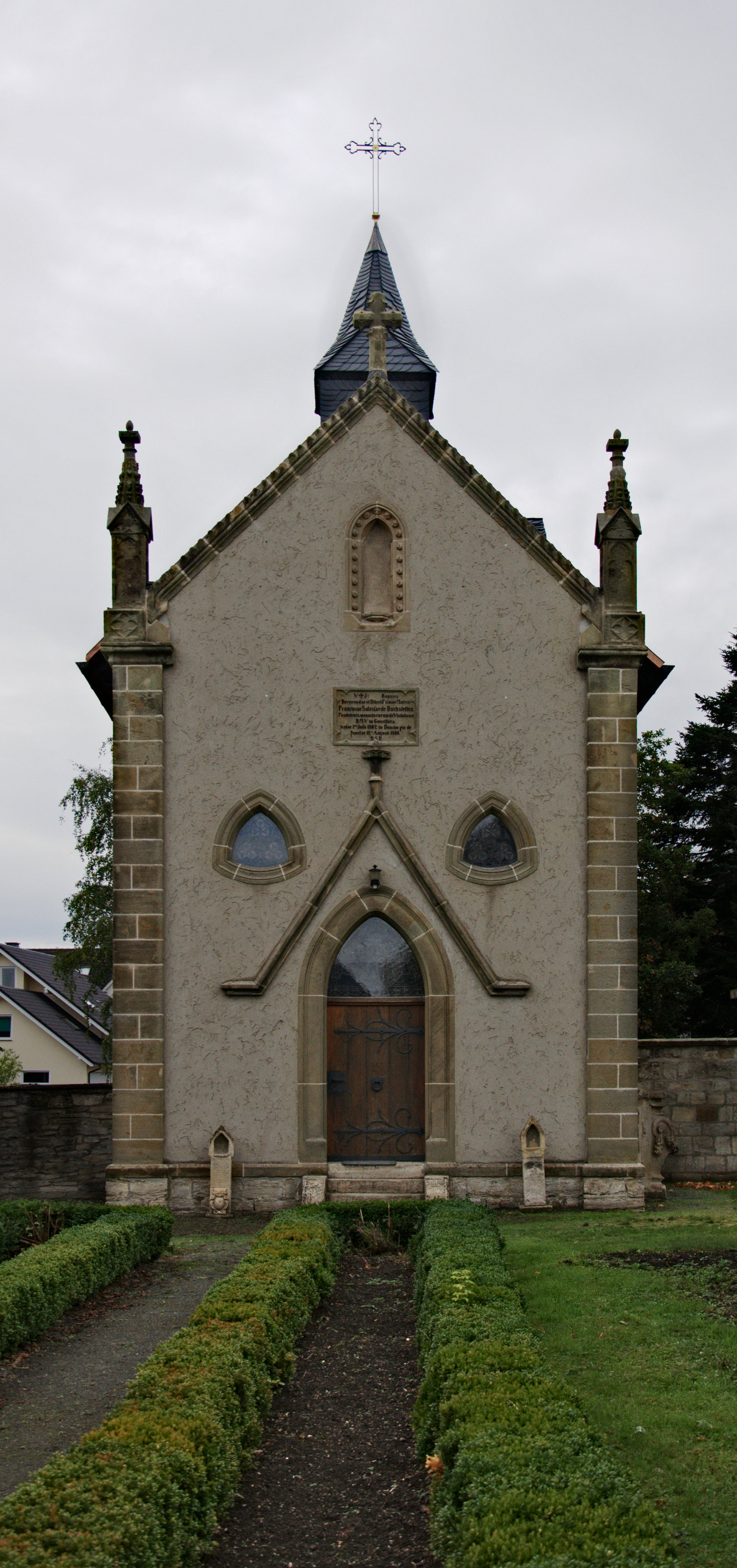
Kapelle auf dem Schwesternfriedhof des Ordensschlosses

### Entstehungszeit
In den Jahren 1266/68 vermachte ein Ritter von Mulnheim seinen Besitz dem Deutschen Orden. Da der Haupthof den Arnsberger Grafen als Lehen unterstand, musste der Orden diesem einen Ersatzhof abtreten.
Schwieriger war der Erwerb des Patronatsrechts der bestehenden Pfarrkirche St. Margaretha. Die Rechte hatte das Patroklistift in Soest inne und auch das Stift Herdecke meldete nach dem Tod des letzten Herrn von Mülheim seine Ansprüche an. Das Stift Herdecke gab 1275 das Patronat der Kirche in Allagen an das Patroklistift und erhielt dafür das Patronat in Mülheim. Dieses ging aber noch im selben Jahr aus nicht bekannten Gründen an den deutschen Orden über. Allerdings verblieben die Rechte zur Investitur des Pfarrers und die Synodalrechte beim Patroklistift. Die Priester des Ordens übernahmen die Seelsorge auch in der Pfarrei. Der Name der Kirche wurde teilweise auch für die Kommende gebraucht. Durch den Übergang der Kirche fielen auch die nicht unbeträchtlichen Kirchengüter an den Orden. Da die Kirche selbst nach der Aufhebung des Ordens über kein eigenes Vermögen verfügte, ist bis heute der Staat für den Unterhalt zuständig. Die Kirche dient bis heute als Pfarrkirche.
Der deutsche Orden richtete in Mülheim zunächst nur eine Niederlassung ein, die 1290 zu einem Konvent erhoben wurde. Der Konvent bestand ursprünglich – analog zur Zahl der Jünger – aus zwölf Ritterbrüdern unter einem Komtur.

### Krise im Spätmittelalter
In den folgenden Jahren gelang es dem Orden, seinen anfangs bescheidenen Besitz beträchtlich zu erweitern. Dennoch waren die Mittel zu gering, um den Konvent aufrechtzuerhalten. Bereits Anfang des 14. Jahrhunderts hörte er in der ursprünglichen Form auf zu bestehen.
In der Folgezeit behielt die Kommende als Ausbildungsstätte für neue Ritter eine gewisse Bedeutung. Zahlreiche in Mülheim ausgebildete Ritter wurden nach Livland geschickt, nahmen an den dortigen kriegerischen Auseinandersetzungen teil und siedelten sich dort an.
Zunehmend wurde die Kommende von den Konflikten innerhalb der Region betroffen. Stark beschädigt wurde die Niederlassung durch die Soester Fehde in der Mitte des 15. Jahrhunderts.

### Aufstieg zum Sitz des Landkomturs für Westfalen

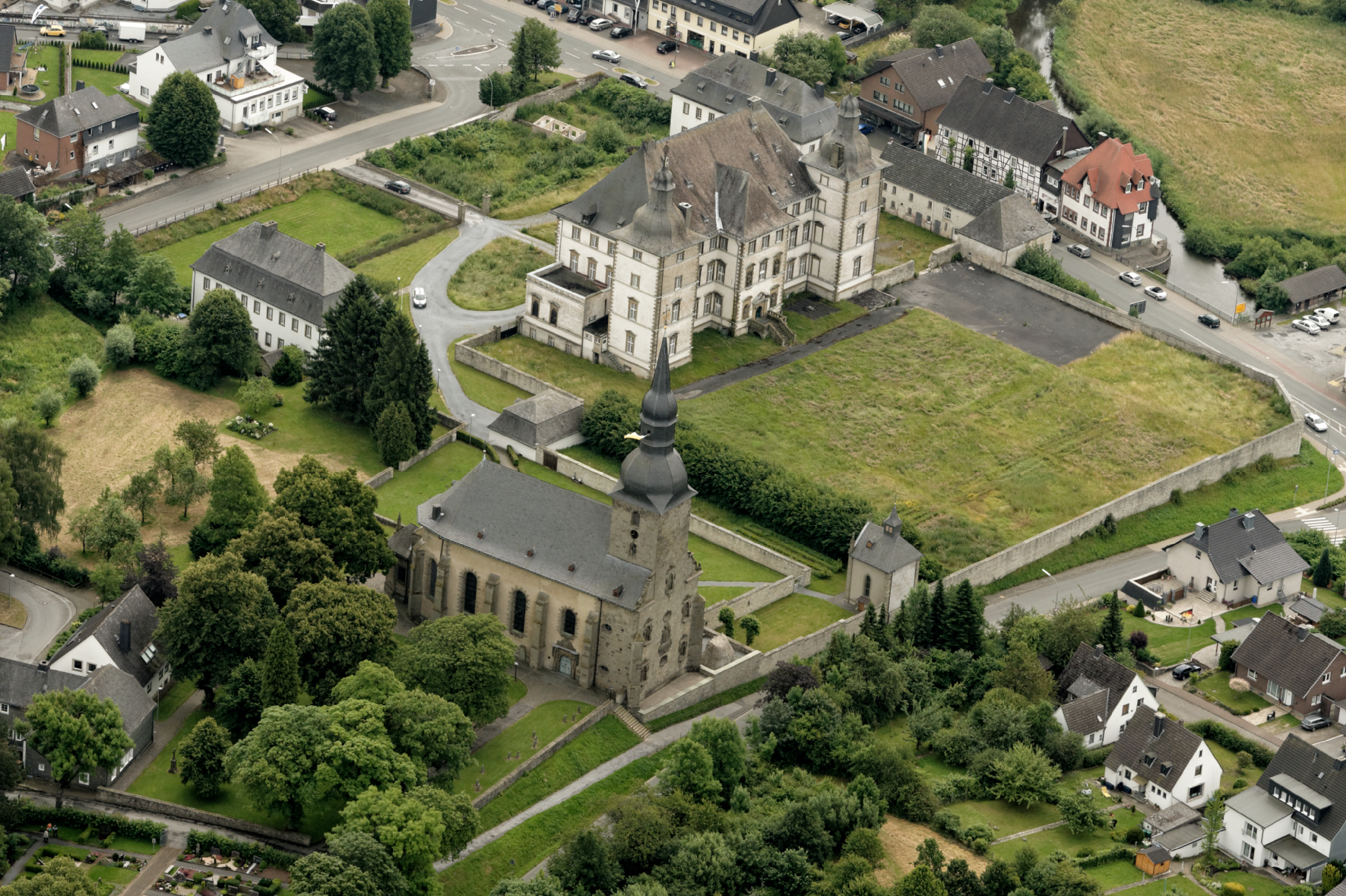
Luftbild der Gesamtanlage (Zustand 2014)

Seit 1544 wurde Mülheim neben der Kommende Münster ein Sitz des Landeskomturs der Ballei Westfalen. Im Truchsessischen Krieg der 1580er Jahre wurde die Einrichtung mehrfach durch Truppen des zum Protestantismus übergetretenen Kölner Erzbischofs Gebhard Truchsess von Waldburg geplündert. Widersprüchlich war die Rolle des Komturs Neveling von der Recke. Einerseits lebte er in Rüthen mit einer Konkubine und sechs Kindern zusammen. Andererseits gehörte er zu den führenden Kräften der adeligen Opposition im Herzogtum Westfalen gegen den Reformationsversuch von Truchsess von Waldburg.
Nach einer kurzen Erholungsphase brachte der Dreißigjährige Krieg neue Zerstörungen. Vorübergehend siedelte der Landkomtur aus Sicherheitsgründen nach Münster über. In Mülheim gab es seither keinen eigentlichen Konvent mehr. Lediglich der Landkomtur residierte hier. Auch der Landkomtur Rab Luther Schilder († 1650) lebte mit einer Geliebten zusammen. Den gemeinsamen Kindern räumte er Nutzungsrechte der zur Komturei gehörenden Ländereien ein.

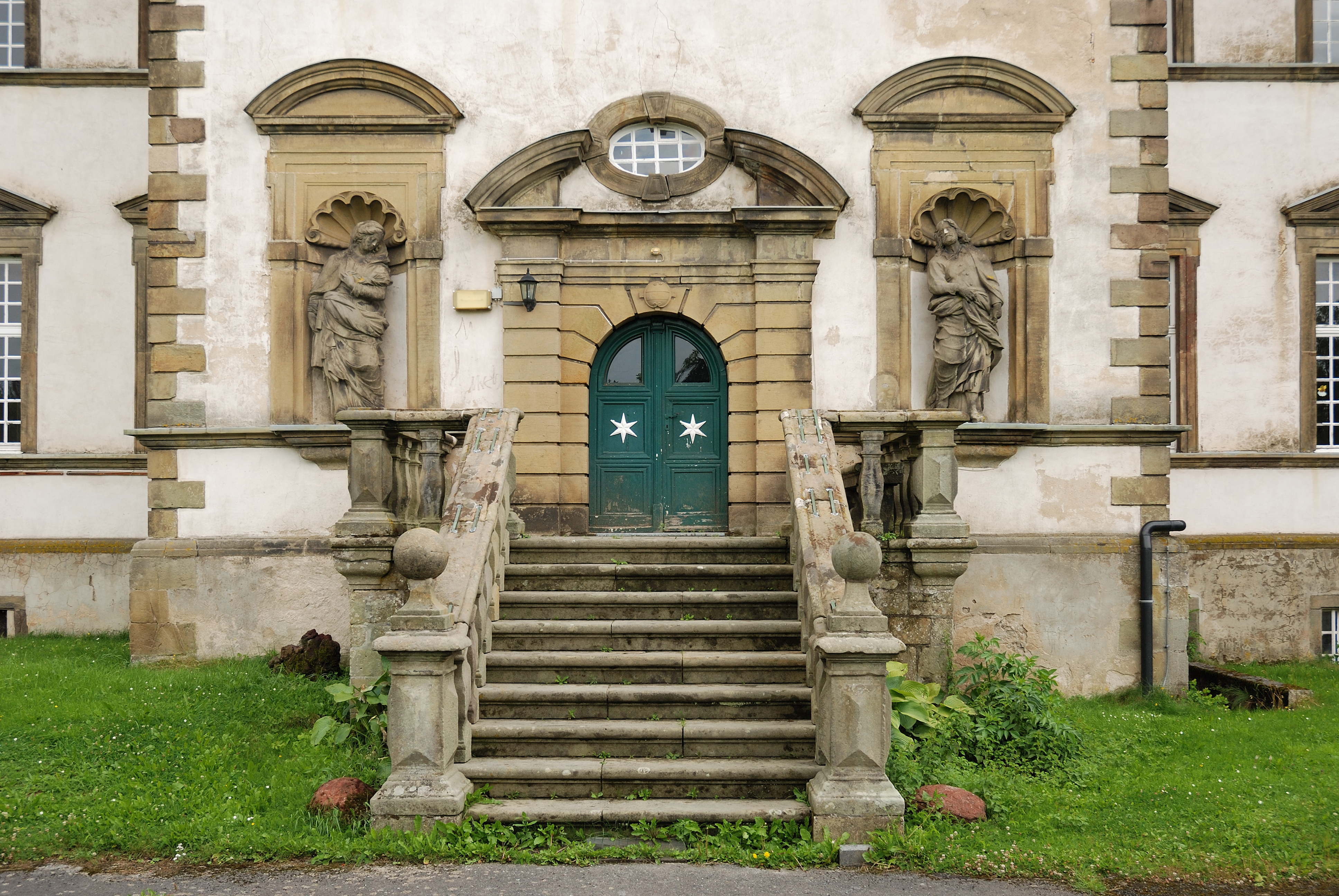
Details der Gartenfront

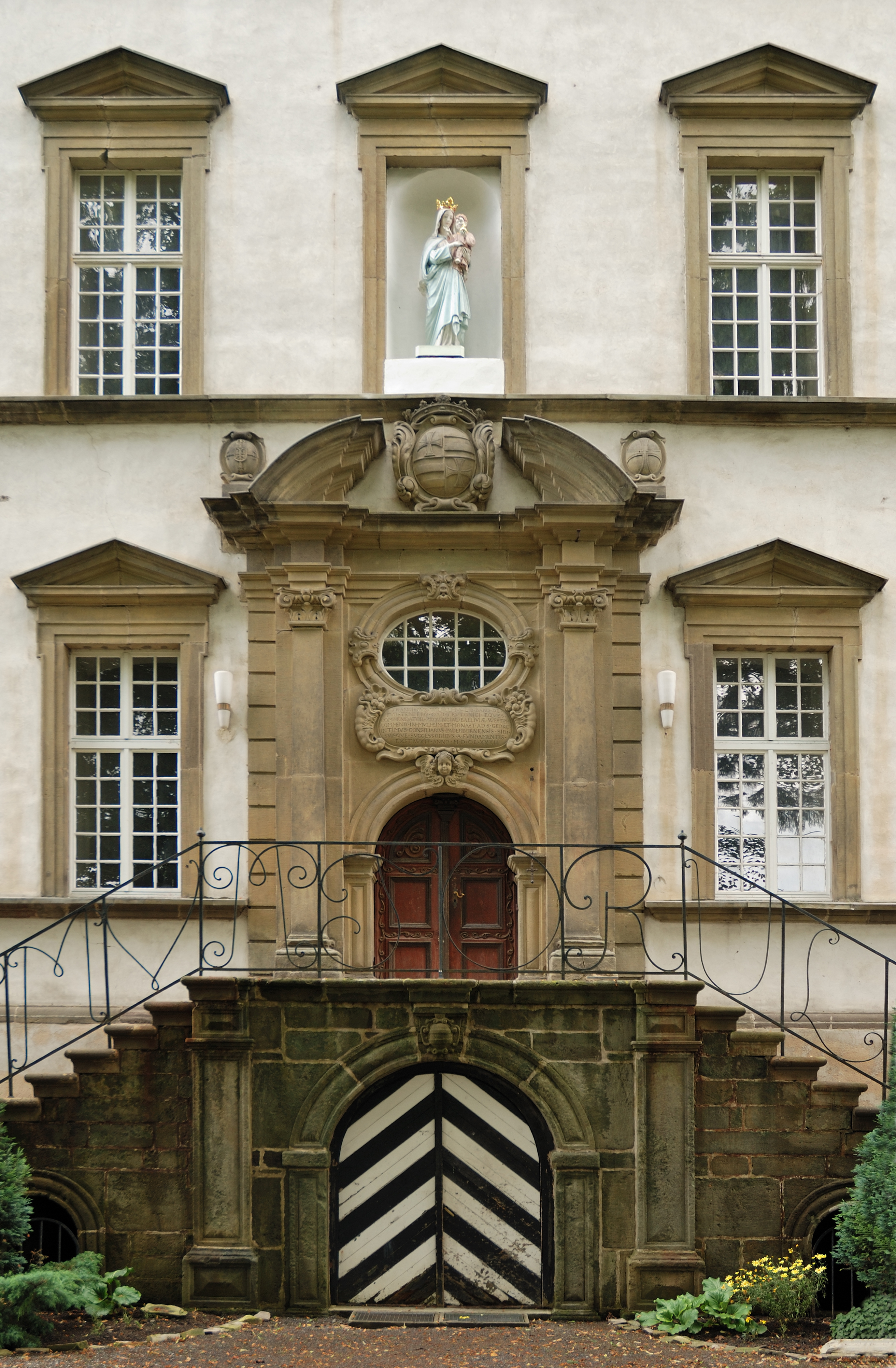
Hauptportal

Auch insgesamt hatte der Krieg den Orden in Westfalen in eine tiefe, auch finanzielle Krise gestürzt. Der Landkomtur August Oswald von Lichtenstein versuchte dem mit Verwaltungsreformen zu begegnen. So wurden im Jahr 1656 die Kommenden Mülheim und Münster organisatorisch vereinigt. Seither wurde Mülheim zum ständigen Sitz des Landkomturs für die Ballei Westfalen. Von Lichtenstein versuchte zudem die ökonomische Basis der Kommende zu verbessern. Zu diesem Zweck entstand die Ortschaft Sichtigvor, in der Untertanen des Ordens angesiedelt wurden. Im Jahr 1688 war die Kommende schuldenfrei.
Auch die Nachfolger Lichtensteins, Franz Wilhelm von Fürstenberg und Wilhelm von Plettenberg, haben den Aufschwung fortgesetzt. In der zweiten Hälfte des 17. und zu Beginn des 18. Jahrhunderts erlebte die Kommende eine neue Blütephase, was sich in der regen Bautätigkeit niederschlug. Unter dem Komtur Georg Levin von Nagel endete der Aufschwung. Die folgenden Komture haben keine nennenswerten baulichen Veränderungen mehr vorgenommen, stattdessen wandten sie einen Großteil der Einkünfte für ihre zwar kleine, aber durchaus kostspielige Hofhaltung, auf.
Belastungen entstanden insbesondere auch durch Kontributionen während des Siebenjährigen Krieges. Die Kommende hatte schließlich über 21.000 Taler Schulden. Da die Einnahmen den Unterhalt nicht mehr deckten, wurde 1777 die Kommende Osnabrück zur Steigerung des Einkommens Mülheim beigegeben. Auch die Kommende Brackel wurde seit den 1790er Jahren von Mülheim verwaltet.
Der letzte Komtur Franz Wenzel von Kaunitz-Rietberg residierte nicht mehr in Mülheim, sondern in Wien. Seit 1803 gehörte die Kommende Mülheim zur Landgrafschaft Hessen-Darmstadt. Damit gingen verschiedene Rechte verloren. Im Jahr 1808 war der Landkomtur ein letztes Mal in Mülheim. Am 24. Juli 1809 hob Napoleon den Deutschen Orden auf. Kurze Zeit später wurden die Kommende Mülheim und ihre Besitzungen vom hessen-darmstädtischen Staat in Besitz genommen.

### Besitzungen

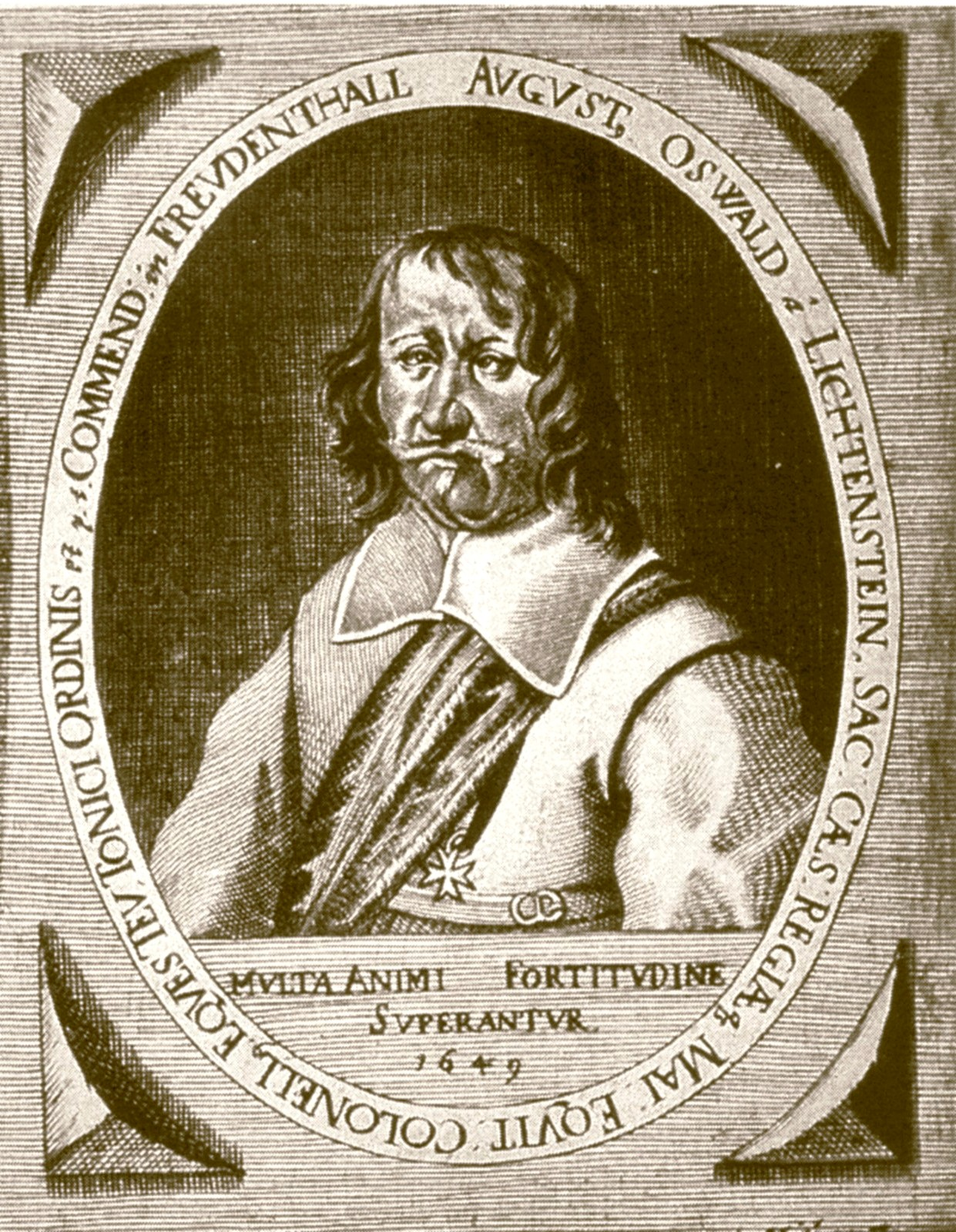
Landkomtur Augustin Oswald von Lichtenstein

Ein Besitzverzeichnis aus dem Jahr 1724 weist neben den zahlreichen Gebäuden 500 Morgen Acker- und Weideland sowie etwa in der gleichen Größenordnung Wald aus. Hinzu kamen 800 Morgen freiadeliges Eigentum an Einzelhöfen sowie 8000 Morgen in Dörfern und abgabepflichtigen Kotten. Der Siebenjährige Krieg beendete durch hohe Kontributionen diese Aufwärtsentwicklung. Dasselbe gilt für die Koalitionskriege im Gefolge der Französischen Revolution.

### Weitere Entwicklung
Im Jahr 1809 endete mit der Aufhebung des Ordens auch die Deutschordenskommende in Mülheim. Die Besitzungen fielen an den Staat zunächst an Hessen-Darmstadt und nach 1816 an Preußen. Die Kommende diente als Gerichts- und Verwaltungssitz für den Amtsbezirk Belecke. Auch Wohnungen für die Beamten waren dort untergebracht. Im Jahr 1840 wurde der Grundbesitz vom preußischen Staat an einige adelige Grundbesitzer veräußert.
Das Kommendengebäude wurde am 19. März 1860 an den Orden der Salesianerinnen verkauft. Diese unterhielten dort bis in die Zeit des Kulturkampfes ein Mädchenpensionat. Im Jahr 1885 wurde es von den Olper Franziskanerinnen übernommen, die dort eine Haushaltungsschule, nach dem Zweiten Weltkrieg ein Kinderheim für Spätaussiedlerkinder und zeitweise den Gemeindekindergarten einrichteten. Noch bis 1994 unterhielten sie dort ein Kindererholungsheim. In der Folgezeit hat die Gemeinschaft der Seligpreisungen die Kommende besessen und bewohnt.
Im Juli 2009 wurde der Komplex an einen Investor verkauft. Im Jahr 2011 scheiterte ein erster Versuch den Komplex zu versteigern. Die Eigentumsverhältnisse waren längere Zeit strittig. Durch Vernachlässigung wurden die Schäden an der Bausubstanz immer größer. Im Zuge der Zwangsversteigerung erwarb die Familie Gründer die komplette Anlage um diese in eine mehrteilige Wohnanlage umzuwandeln.
Im Frühjahr 2015 ist das Ordensschloss einer der Hauptdrehorte der Verfilmung des Romans Nebel im August, welcher das Leben des Jenischen Ernst Lossa beschreibt.

## Bauten

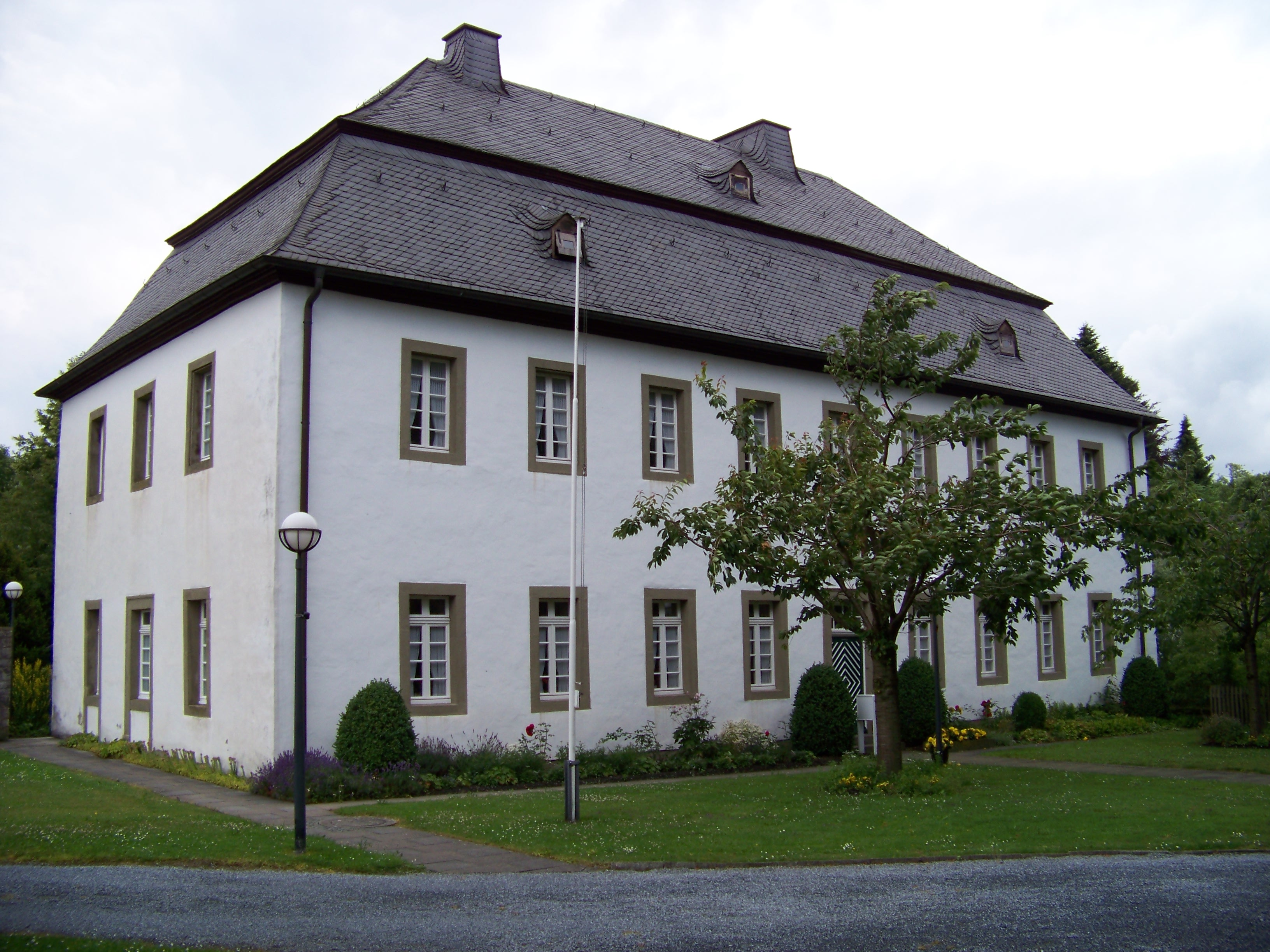
Pfarrhaus aus dem Jahr 1749

Nach einem Brand im Jahr 1593 wurde das Hauptgebäude wiederaufgebaut. Zu Beginn des 17. Jahrhunderts ließ der Landkomtur Rab Dietrich Ovelacker um das Gelände der Kommende einen Mauerring errichten. Etwa um 1688 begann auf Veranlassung des Landkomturs Franz Wilhelm von Fürstenbergs der Neubau eines Komturgebäudes. Als Architekt gilt Ambrosius von Oelde. Im weiteren Verlauf des 18. Jahrhunderts wurde das Komturgebäude aufgestockt, verschiedene Nebengebäude, eine Rentei (1734) und ein Pfarrhaus (1749) errichtet.
Unter dem Komtur Wilhelm von Plettenberg-Lenhausen wurde 1707 mit dem Neubau einer Kirche begonnen. Die Kirche St. Margaretha ist ein dreijochiger, einschiffiger Saal mit einem im Westen eingebauten Turm. Der Stil wird als gotisierender Barock beschrieben. Die Gebäude der Komturei und die Kirche bilden zusammen einen hochgelegenen, recht ausgedehnten Baukomplex. Das Hauptgebäude ist dreigeschossig mit einem Mittelrisalit, seitlichen Ecktürmen und einer repräsentativen Freitreppe.
Im Inneren des Hauptgebäudes befindet sich eine Hauskapelle. Die heute sichtbare große Kapelle soll sich an der Stelle des früheren Refektoriums befinden. Nach der Säkularisation wurde die Kapelle profaniert, später aber wieder geweiht. Im Jahr 1909 ließen die Franziskanerinnen den Raum vergrößern. Die historischen Fenster wurden dabei in die neue Außenwand eingesetzt. Durch den entstehenden Vorbau wurde der barocke Gesamtcharakter der Anlage insgesamt jedoch gestört. Die Kapelle wurde im Inneren in den 1950er Jahren renoviert.

## Komture
- Dietrich von Heiden (1501–1536)
- Dietrich von Heiden d. J. (1537–1565)
- Neveling von der Recke (1565–1591)
- Georg von Hanxleden (1592–1609)
- Rab Dietrich Ovelacker (1609–1632)
- Rab Luther Schilder (1632–1651)
- August Oswald von Lichtenstein (1653–1663)
- Johann Winold von Westrem (1663–1671)
- Franz Wilhelm von Fürstenberg (1671–1688)
- Wilhelm von Plettenberg (1690–1711)
- Georg Levin von Nagel (1712–1723)
- Franz Gaudenz von Westrem (1724–1729)
- Franz Wilhelm von Westrem (1729–1740)
- Ferdinand Moritz von Mengersen (1740–1788)
- Franz Wenzel von Kaunitz-Rietberg (1788–1806)